# Distretto di Chatra
Il distretto di Chatra è un distretto del Jharkhand, in India, di 790 680 abitanti. Il suo capoluogo è Chatra.